# Borgarskolan, Gävle

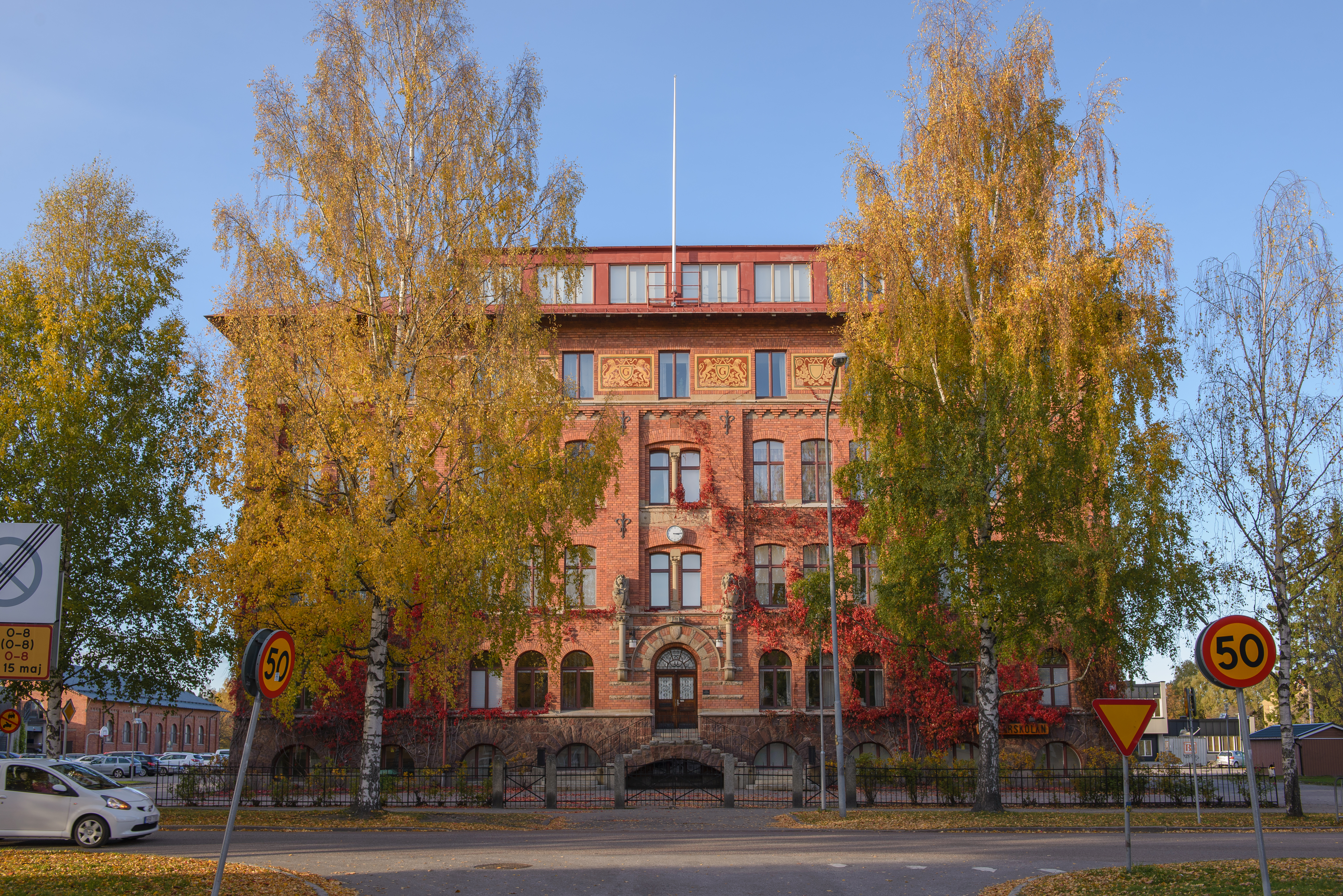
Borgarskolan i oktober 2013

Borgarskolan är en av Gävles tre kommunala gymnasieskolor. Skolan säger sig vara Sveriges äldsta handelsskola och har sitt ursprung från den Brändströmska elementarskolan som startade den 16 januari 1797 i enlighet med en donation av Peter Brändström.

## Historia
Brändströmska skolan var tänkt som "en undervisningsanstalt för dem, som ärna sig till näringsstånden" och gav bland undervisning i franska, tyska och engelska samt i räkenskapsföring och i Statens allmänna hushållning. 1843 ombildades skolan till "en skola för medborgerlig bildning" med en bottenskola motsvarande folkskolan, en mellanskola "provskolan" och en högre avdelning atheneum med "civilt och militäriskt gymnasium" som förberedde till studentexamen. Brändströmska skolan upphörde 1859.
1890 inrättades Gävle Borgarskola vilken 1919 ombildades till Gävle borgarskola och högre handelsinstitut.
År 1915 flyttade skolan till Militärskolan som är dess nuvarande huvudbyggnad. Byggnaden restes 1894 och ritades av Erik Josephson
Skolan fick under namnet Gävle kommunala realskola, möjlighet examinera för realexamen och sådana erlades mellan 1957 och 1966.

## Skolans program
- Ekonomiprogrammet
- Fordons- och transportprogrammet
- Samhällsvetenskapsprogrammet